# スタジオコクピット
有限会社スタジオコクピットは、かつて存在したアニメーション制作のうち作画作業の請負を主な事業内容としていた日本の企業。

## 概要
朝日フィルム、スタジオ・エイトで演出助手として所属していたアニメ演出家の山口秀憲が1978年3月に設立した作画・仕上スタジオ。当初は練馬にスタジオを構えていたが、桜台へ移転している。また、名古屋にも人材育成も兼ねたスタジオが存在したが、後に閉鎖した。1983年11月には関連会社として、仕上げスタジオのスタジオピーコックを設立した。2016年3月31日に解散。
作品によっては「スタジオコクピッド」「スタジオコックピット」「スタジオ・コックピット」「コクピット」「Studio Cockpit」とクレジットされることもあった。

### こくぴっと
スタジオコクピット解散に際し、『ポケットモンスター』シリーズに参加している演出家の浅田裕二とアニメーターの岩根雅明は「現在のポケモングロス体制の維持」と「できればコクピットと言う名前を残したい」という意向を互いに確認。岩根はポケモングロス班だけのごく小規模な新会社「こくぴっと」が誕生することを報告していた。だが実際には法人化されておらず、有限会社の仕組みが無くなったことで法人化が面倒だったという浅田が、個人の屋号として「こくぴっと」を使用しているという。

## 主な参加作品

### テレビアニメ
- マジンガーZ（1972年 - 1974年）
- ゲッターロボ（1974年 - 1975年）
- グレートマジンガー（1974年 - 1975年）
- UFOロボ　グレンダイザー（1975年 - 1977年）
- ジェッターマルス（1977年）
- 惑星ロボ　ダンガードA（1977年 - 1978年）
- 宇宙海賊キャプテンハーロック（1978年 - 1979年）
- ムーの白鯨（1980年）
- 太陽の使者 鉄人28号（1980年 - 1981年）
- 六神合体ゴッドマーズ（1981年 - 1982年）
- ドラえもん（大山ドラ：1979年 - 2005年／水田ドラ：2005年 - 2016年）
- 機甲艦隊ダイラガーXV（1982年 - 1983年）
- 戦闘メカ ザブングル（1982年 - 1983年）
- わが青春のアルカディア 無限軌道SSX（1982年 - 1983年）
- サイコアーマー ゴーバリアン（1983年）
- 光速電神アルベガス（1983年 - 1984年）
- キン肉マン（1983年 - 1986年）
- 装甲騎兵ボトムズ（1983年 - 1984年）
- 宇宙船サジタリウス（1986年 - 1987年）
- かりあげクン（1989年 - 1990年）
- The Real Ghostbusters（1988年）
- それいけ!アンパンマン（1988年 - 2016年）
- ドラゴンボールZ（1989年 - 1996年）
- ティーンエイジ・ミュータント・ニンジャ・タートルズ（1990年 - 1995年）
- チロリン村物語（1992年 - 1993年）
- クレヨンしんちゃん（1992年 - 2016年）
- 姫ちゃんのリボン（1992年 - 1993年）
- 平成イヌ物語バウ（1993年 - 1994年）
- 赤ずきんチャチャ（1994年 - 1995年）
- 恐竜冒険記ジュラトリッパー（1995年）
- D・N・A² 〜何処かで失くしたあいつのアイツ〜（1995年）
- 新世紀エヴァンゲリオン（1995年 - 1996年）
- るろうに剣心 -明治剣客浪漫譚-（1996年 - 1998年）
- こどものおもちゃ（1996年 - 1998年）
- 名探偵コナン（1996年 - 2016年）
- 爆走兄弟レッツ&ゴー!!シリーズ
  - 爆走兄弟レッツ&ゴー!!（1996年）
  - 爆走兄弟レッツ&ゴー!! WGP（1997年）
- はりもぐハーリー（1996年 - 1997年）
- ポケットモンスターシリーズ
  - ポケットモンスター（1997年 - 2002年）
  - ポケットモンスター アドバンスジェネレーション（2002年 - 2006年）
  - ポケットモンスター サイドストーリー（2002年 - 2004年）
  - ポケットモンスター ダイヤモンド&パール（2006年 - 2010年）
  - ポケットモンスター ベストウイッシュ（2010年 - 2012年）
  - ポケットモンスター ベストウイッシュ シーズン2（2012年 - 2013年）
  - ポケットモンスター ベストウイッシュ シーズン2 エピソードN（2013年）
  - ポケットモンスター ベストウイッシュ シーズン2 デコロラアドベンチャー（2013年）
  - ポケットモンスター XY（2013年 - 2015年）
  - ポケットモンスター XY&Z（2015年 - 2016年）
- スーパーフィッシング グランダー武蔵（1997年）
- 少女革命ウテナ（1997年）
- 勇者王ガオガイガー（1997年 - 1998年）
- 中華一番!（1997年 - 1998年）
- カウボーイビバップ（1998年）
- 星方天使エンジェルリンクス（1999年）
- ∀ガンダム（1999年 - 2000年）
- スージーちゃんとマービー（1999年 - 2000年）
- コレクター・ユイ（1999年）
- 遊☆戯☆王シリーズ
  - 遊☆戯☆王デュエルモンスターズ（2000年 - 2004年）
  - 遊☆戯☆王5D's（2008年 - 2011年）
- ドキドキ♡伝説 魔法陣グルグル（2000年）
- とっとこハム太郎（2000年 - 2006年）
- フルーツバスケット（2001年）
- 地球防衛家族（2001年）
- フルメタル・パニック!（2001年）
- ヒカルの碁（2001年 - 2003年）
- Dr.リンにきいてみて!（2001年 - 2002年）
- 最終兵器彼女（2002年）
- OVERMANキングゲイナー（2002年 - 2003年）
- 藍より青しシリーズ
  - 藍より青し（2002年）
  - 藍より青し 〜縁〜（2003年）
- プラネテス（2003年 - 2004年）
- クロノクルセイド（2003年）
- 鋼の錬金術師（2003年 - 2004年）
- 十兵衛ちゃん 2-シベリア柳生の逆襲-（2004年）
- ゆめりあ（2004年、原画）
- tactics（2004年 - 2005年）
- 攻殻機動隊 S.A.C. 2nd GIG（2004年 - 2005年）
- トランスフォーマー ギャラクシーフォース（2005年）
- まほらば〜Heartful days（2005年）
- 甲虫王者ムシキング 森の民の伝説（2005年 - 2006年）
- BLOOD+（2005年 - 2006年）
- かりん（2005年 - 2006年）
- 交響詩篇エウレカセブン（2005年 - 2006年）
- Fate/stay night（2006年）
- タクティカルロア（2006年）
- 銀魂（2006年 - 2010年）
- 桜蘭高校ホスト部（2006年）
- ぽかぽか森のラスカル（2006年）
- XXXHOLiCシリーズ
  - xxxHOLiC（2006年）
  - xxxHOLiC◆継（2008年）
- BLACK BLOOD BROTHERS（2006年）
- 白い恋人（2006年）
- 地獄少女シリーズ
  - 地獄少女 二籠（2006年 - 2007年）
  - 地獄少女 三鼎（2008年）
- コードギアス 反逆のルルーシュ
  - コードギアス 反逆のルルーシュ（2006年 - 2007年）
  - コードギアス 反逆のルルーシュR2（2008年）
- シュヴァリエ 〜Le Chevalier D'Eon〜（2006年 - 2007年）
- ひだまりスケッチ（2007年）
- デルトラクエスト（2007年）
- 鋼鉄神ジーグ（2007年）
- シャイニング・ティアーズ・クロス・ウィンド（2007年）
- おおきく振りかぶって（2007年）
- ミヨリの森（2007年）
- スカイガールズ（2007年）
- ゼロの使い魔 〜双月の騎士〜（2007年）
- もえたん（2007年）
- 素敵探偵ラビリンス（2007年）
- Myself ; Yourself（2007年）
- たまごっちシリーズ
  - さぁイコー! たまごっち（2007年）
  - たまごっち!（2009年 - 2012年）
  - たまごっち! ゆめキラドリーム（2012年 - 2013年）
  - たまごっち! みらくるフレンズ（2013年 - 2014年）
  - GO-GO たまごっち!（2014年）
- ヤッターマン（第2作）（2008年 - 2009年）
- シゴフミ（2008年）
- ARIA The ORIGINATION（2008年）
- S・A〜スペシャル・エー〜（2008年）
- 図書館戦争（2008年）
- ソウルイーター（2008年 - 2009年）
- 絶対可憐チルドレン（2008年 - 2009年）
- 純情ロマンチカ（2008年）
- 鉄腕バーディー DECODE（2008年）
- ワールド・デストラクション 世界撲滅の六人（2008年）
- 魍魎の匣（2008年）
- ライブオン CARDLIVER 翔（2008年 - 2009年）
- 薬師寺涼子の怪奇事件簿（2008年）
- 恋姫†無双 （2008年）
- 機動戦士ガンダム00 セカンドシーズン（2008年 - 2009年）
- まかでみ・WAっしょい!（2008年）
- ケメコデラックス!（2008年）
- ミチコとハッチン（2008年 - 2009年）
- とらドラ!（2008年 - 2009年）
- 続 夏目友人帳（2009年）
- ドルアーガの塔 〜the Sword of URUK〜（2009年）
- D.C.III 〜ダ・カーポIII〜（2013年）

### 劇場アニメ
- 火の鳥2772 愛のコスモゾーン（1980年）
- サイボーグ009 超銀河伝説（1980年）
- 1000年女王（1982年）
- わが青春のアルカディア（1982年）
- Dr.SLUMP “ほよよ!”宇宙大冒険（1982年）
- FUTURE WAR 198X年（1982年）
- 宇宙戦艦ヤマト 完結編（1983年）
- はだしのゲン（1983年）
- オーディーン 光子帆船スターライト（1985年）
- それいけ!アンパンマン キラキラ星の涙（1989年）
- スタジオジブリ作品
  - 魔女の宅急便（1989年）
  - おもひでぽろぽろ（1991年）
  - 紅の豚（1992年）
  - 平成狸合戦ぽんぽこ（1994年）
  - On Your Mark（1995年）
  - 耳をすませば（1995年）
  - もののけ姫（1997年）
  - ホーホケキョとなりの山田くん（1999年）
  - 千と千尋の神隠し（2001年）
  - コロの大さんぽ（2002年）
  - 猫の恩返し（2002年）
  - ハウルの動く城（2004年）
  - ゲド戦記（2006年）
  - 崖の上のポニョ（2008年）
  - 借りぐらしのアリエッティ（2010年）
  - かぐや姫の物語（2013年）
- らんま1/2 中国寝崑崙大決戦!掟やぶりの決闘篇!!（1991年）
- 名探偵コナンシリーズ
  - 名探偵コナン 時計じかけの摩天楼（1997年）
  - 名探偵コナン ベイカー街の亡霊（2002年）
  - 名探偵コナン 迷宮の十字路（2003年）
- 新世紀エヴァンゲリオン劇場版 シト新生（1997年）
- それいけ!アンパンマン てのひらを太陽に（1998年）
- 劇場版ポケットモンスターシリーズ
  - ピカチュウのなつやすみ（1998年）
  - ミュウツーの逆襲（1998年）
  - 幻のポケモン ルギア爆誕（1999年）
  - ピチューとピカチュウ（2000年）
  - 結晶塔の帝王 ENTEI（2000年）
  - セレビィ 時を超えた遭遇（2001年）
  - 水の都の護神 ラティアスとラティオス（2002年）
- 劇場版ポケットモンスター アドバンスジェネレーションシリーズ
  - 七夜の願い星 ジラーチ（2003年）
  - 裂空の訪問者 デオキシス（2004年）
  - ミュウと波導の勇者 ルカリオ（2005年）
  - ポケモンレンジャーと蒼海の王子 マナフィ（2006年）
- 劇場版ポケットモンスター ダイヤモンド&パールシリーズ
  - ディアルガVSパルキアVSダークライ（2007年）
  - ギラティナと氷空の花束 シェイミ（2008年）
- 機動戦士ガンダム 第08MS小隊ミラーズ・リポート（1998年）
- 劇場版少女革命ウテナ〜アドゥレセンス黙示録（1999年）
- こちら葛飾区亀有公園前派出所 THE MOVIE（1999年）
- デジモンアドベンチャー（1999年）
- デジモンアドベンチャー02 前編・デジモンハリケーン上陸!!／後編・超絶進化!!黄金のデジメンタル（2000年）
- 映画おじゃる丸 約束の夏 おじゃるとせみら（2000年）
- カウボーイビバップ 天国の扉（2001年）
- パルムの樹（2002年）
- 犬夜叉 天下覇道の剣（2003年）
- 犬夜叉 紅蓮の蓬莱島（2004年）
- ドラえもん のび太のワンニャン時空伝（2004年）
- イノセンス（2004年）
- マインド・ゲーム（2004年）
- 劇場版 どうぶつの森（2006年）
- ジョバンニの島（2014年）
- 遊☆戯☆王 THE DARK SIDE OF DIMENSIONS（2016年）
- クレヨンしんちゃん 爆睡!ユメミーワールド大突撃（2016年）

### OVA
- 魔境外伝レディウス（1987年）
- パンツァードラグーン（1996年）
- ストリートファイターZERO - THE ANIMATION -（2000年）
- ねこぢる草（2001年）
- 今日からマ王! R（2007年 - 2008年）
- 参乗合体 トランスフォーマーGo!（2013年 - 2014年）

### Webアニメ
- 忘念のザムド（2008年 - 2009年）

### ゲーム
- バトルヒート（1994年）
- サターンボンバーマン（1996年）
- 桃太郎道中記（1997年）
- 季節を抱きしめて（1998年）
- ひみつ戦隊メタモルV（1998年）
- テイルズ オブ リバース（2004年）
- 宇宙戦艦ヤマト 暗黒星団帝国の逆襲（2005年）
- 宇宙戦艦ヤマト 二重銀河の崩壊（2005年）

## 関連人物
- 秋元勇一（秋元優一）
- 浅田裕二
- 池平千里
- 井硲清高
- 板野一郎
- 伊藤達文（玉川達文）
- 井野真理恵
- 岩根雅明
- 鵜飼悠紀
- 馬越嘉彦
- A.e.Suck[2]
- 岡野秀彦
- 加々美高浩（加々美義浩）
- 香川久
- 川田武範

- 菊池城二
- 古賀一臣
- 小曽根孝夫（小曾根孝夫）
- 牛来隆行
- 佐藤雅将
- 清水博明
- 新城真
- 杉本功
- 高橋英吉
- 多田康之
- 玉川明洋
- 中田正彦
- 長縄宏美
- 夏目久仁彦

- 西尾公伯
- 西位輝実
- ねぎしひろし
- 馬場充子
- 羽山淳一
- 増永計介
- 宮川智恵子
- 村松尚雄
- 森出剛
- 森利夫
- 森山雄治（もりやまゆうじ）
- 山吉康夫
- 吉川美貴
- 渡辺正彦